# Stari Bar
Stari Bar (cyr. Стари Бар) – miasto w Czarnogórze, w gminie Bar. W 2011 roku liczyło 1867 mieszkańców.
Pierwsza historyczna wzmianka o mieście pochodzi z XI wieku. Leżało wówczas w granicach Cesarstwa Bizantyńskiego. W średniowieczu nosiło nazwę Antivari. W latach 1443–1571 znajdowało się pod zwierzchnością Republiki Weneckiej, a w latach 1571–1878 Imperium Osmańskiego. Po 1878 roku popadło w ruinę, a także znalazło się w granicach Księstwa Czarnogóry. W latach 1881 i 1912 doszło na terenie miasta do eksplozji prochu czarnego, co doprowadziło do wyludnienia. Na wybrzeżu Morza Adriatyckiego założono nową miejscowość – Bar.
Znajduje się tu Barski akvadukt, kamienny akwedukt pochodzący z XV–XVII wieku.